# James Booth (matemático)
James Booth (25 de agosto de 1806-15 de abril de 1878) fue un clérigo irlandés, matemático y pedagogo.

## Semblanza
Hijo de John Booth, nació en Lavagh, Condado de Leitrim en 1806. Ingresó en el Trinity College (Dublín) en 1825 y fue elegido miembro en 1829, graduándose en 1832. Obtuvo su maestría en 1840 y el doctorado en 1842.
Partió de Irlanda en 1840 y se convirtió en director del Bristol College, donde tenía a Francis William Newman y William Benjamin Carpenter como colegas. El college había sido establecido por la British Institution en 1830, para proporcionar educación no confesional. Sin embargo, se cerró en 1841, después de haber sufrido una cierta oposición por parte de James Henry Monk. Booth entonces estableció una escuela privada de corta vida, de la que Edward Fry fue alumno. En 1843 se le designó vicedirector de la Liverpool Collegiate Institution. Habiendo sido ordenado en Bristol en 1842, actuó allí como clérigo hasta que se mudó a Liverpool.
En 1848 renunció a su puesto en Liverpool y se mudó a Londres. En 1854 fue nombrado ministro de St. Anne's, Wandsworth, y en 1859 fue presentado a la vicaría de Stone, Buckinghamshire a través de la Real Sociedad Astronómica, a la que el Dr. Lee le había dado su conformidad en 1844. También fue capellán del Marquesado de Lansdowne y juez de paz de Buckinghamshire.
Booth fue elegido miembro de la Royal Society en 1846, y miembro de la Real Sociedad Astronómica en 1859. Fue presidente de la Sociedad Literaria y Filosófica de Liverpool de 1846 a 1849. En 1852 se convirtió en miembro de la Royal Society of Arts, y por sugerencia suya comenzó a editarse semanalmente el Journal de la sociedad. Tesorero y presidente del consejo de la sociedad desde 1855 hasta 1857, fue el centro de la organización de los exámenes de la Sociedad de Artes, un sistema desarrollado más tarde por Harry Chester.
Murió en la vicaría de Stone en 1878, con 71 años de edad.

## Realizaciones
Booth escribió artículos matemáticos, y su publicación más temprana parece haber sido un folleto sobre la aplicación de un nuevo método analítico a la teoría de curvas y superficies curvas, publicado en Dublín en 1840. Los títulos de 29 de sus obras figuran en el Catálogo de documentos científicos de la Royal Society. Fueron reeditados con adiciones, como el "Tratado sobre algunos nuevos métodos geométricos". El primer volumen, relacionado principalmente con las coordenadas tangenciales y con la recta polar, se publicó en 1873; el segundo, que contiene documentos sobre integrales elípticas y uno sobre secciones cónicas, salió en 1877. Booth inventó independientemente las coordenadas tangenciales que se conocieron como "coordenadas Boothianas", que, sin embargo, fueron introducidas previamente por Julius Plücker en 1830 en un artículo en la revista de Crelle. La lemniscata de Booth, una curva en forma de ocho, y el óvalo de Booth, otra curva con una ecuación de definición similar, llevan el nombre de Booth, que estudió ambas.
En 1846 publicó un documento sobre Educación e instituciones educativas consideradas con referencia a las profesiones industriales y el aspecto actual de la sociedad (Liverpool, pp. 108), y en el año siguiente Examen de la provincia del Estado, o los contornos de un sistema práctico para la extensión de la educación nacional. Las directrices que presentó fueron publicadas por la Society of Arts: Cómo aprender y qué aprender; dos conferencias defendiendo el sistema de exámenes establecido por la Society of Arts (1856); e Instrucción sistemática y examen periódico (1857). También jugó un papel decisivo en la preparación de los informes sobre Educación de la Clase Media, publicado en 1857 por la sociedad, y en ese año anotó y editó para ellos Alocuciones y discursos de Su Alteza Real el Príncipe Alberto. Publicó también:
- On the Female Education of the Industrial Classes (Sobre la educación femenina de las clases industriales) (1855);
- On the Self-Improvement of the Working Classes (Sobre la automejora de las clases trabajadoras) (1858).
- The Bible and its Interpreters, three sermons (La Biblia y sus intérpretes, tres sermones) (1861);
- A Sermon on the Death of Admiral W. H. Smyth, D.C.L., F.R.S. (Un sermón sobre la muerte del almirante W. H. Smyth, D.C.L., F.R.S.) (1865);
- The Lord's Supper, a Feast after Sacrifice (La Cena del Señor, una fiesta después del sacrificio) (1870).

## Familia
La esposa de Booth, hija de Daniel Watney de Wandsworth, murió en 1874.